# Deus Ex: The Fall
Deus Ex: The Fall — відеогра жанру стелс-екшн/RPG, четверта в серії Deus Ex. Початково вийшла для мобільних платформ в 2013 році, для Windows 25 березня 2014. Сюжет відбувається між подіями книги «Ефект Ікара» та початком гри 2011 року Deus Ex: Human Revolution.
Події відбуваються так само в 2027 році, концентруючись на вдосконаленому імплантатами британському солдаті Бену Саксону (Ben Saxon), найманцеві приватної військової компанії «Belltower».

## Ігровий процес
В мобільних версіях права сторона екрану відповідає за пересування, ліва за управління камерою. Стрільба та інші можливості покладені на тач-кнопки. При цьому в настройках передбачено автоприцілювання. Подвійним торканням до того ж можна вказувати, куди перейти. Розташування кнопок можна змінити за власним бажанням. В ПК-версії при натисканні на ліву кнопку миші відбувається прицілювання та стрільба. Персонаж стрілятиме, поки гравець триматиме клавішу затиснутою. Проте деяка зброя націлюється ЛКМ і стріляє, коли її відпустити. Права клавіша відповідає за знаходження укриття. Ігрове меню містить список завдань, карту, перелік імплантатів. В Deus Ex: The Fall наявний магазин, що заміняє інвентар, який дозволяє купувати зброю, досвід, патрони за реальні та внутрішньоігрові гроші в будь-який момент.
Вибір в діалогах відбувається між двома варіантами, але не впливає на розвиток сюжету. При відповідних навичках стають доступні варіанти маніпулювання співрозмовником.

## Сюжет
Події розгортаються за кілька місяців до початку Human Revolution. Гра починається з відео, де два голоси обговорюють наукові дослідження і втечу двох своїх людей, які переховуються в Панамі. В Коста-Риці, Бен Саксон і Анна Келсо ховаються в таємному сховку від Ілюмінатів, переслідування Джарон Наміра і його найманців «Тиранів». Анна розповідає про смерть свого напарника Метта Раяна, який був убитий «Тиранами». Бен згадує втрату власного напарника Сема Дуарте в Австралійській громадянській війні, і як його смерть привела до вербування Бена в «Тирани» та врешті втечі від них.
Спогади Бена пропонується переграти як повноцінні місії. Йому дали завдання вбити російського міністра Михайла Контарського, звинуваченого в керівництві хакерами, винного в смерті Сема. Бен знаходить міністра і вбиває його, попри застереження загадкового Януса. Згодом Бен розуміє, що його керівник Намір маніпулював ним, наказавши вбити невинного, і тікає.
Дія повертається в Коста-Рику. Анна і Бен шукають шляхи розповісти світові про злочини «Тиранів» і «Belltower», але починають страждати від ефекту відторгнення механічних імплантатів через сильну нестачу нейропозину, речовини, необхідної для зупинки та профілактики відторгнення. Отримавши пораду від Януса, Бен вирушає до підпільного лікаря. Він знаходить альтернативні ліки: раєзен, дешевий препарат на стадії тестування, який легко купити на вулицях. Бен проводить розслідування і дізнається, що раєзен небезпечний, але цей не тестований на добровольцях препарат поширюють його колишні роботодавці — асоціація «Belltower», від імені виробника «Zaaphire Biotech». Зрештою, Бен купує нейропозин для себе і для Анни у лікарки клініки «Limb» Камілли Кардозо.
За допомогою пілота «Belltower» Алекс Веги, Бен намагається попередити інспектора Всесвітньої Організації Охорони здоров'я про причетність «Belltower» до поширення шкідливого препарату. Однак інспектора вбиває на очах у Саксона новий оперативник «Тиранів», його колишній товариш Сем Дуарт, який вважався загиблим. Вагаючись, Дуарт щадить Саксона і тікає. Шокований Бен повідомляє Анні, аби та не поверталася в їхній сховок. Слідуючи за колишнім товаришем, Бен проникає на лайнер «Belltower», де знову зустрічає Алекс. Вони покидають Панаму і вирушають в Австралійську штаб-квартиру «Zaaphire Biotech» в місті Канберра.
В епілозі Джарон Намір і Сем Дуарт обіцяють главі Ілюмінатів Бобу Пейджу, що Бен Саксон помре. Гра завершується словами «Далі буде».

## Розробка
Гра розроблена компанією Eidos Montreal і N-Fusion Interactive та написана на Unity.

## Оцінки
| Агрегатор    | Оцінка                   |
| ------------ | ------------------------ |
| GameRankings | 70 % (iOS) 44 % (PC)     |
| Metacritic   | 69/100 (iOS) 46/100 (PC) |

| Видання   | Оцінка               |
| --------- | -------------------- |
| Eurogamer | 5/10 (iOS)           |
| IGN       | 8.2/10 (Android/iOS) |

Deus Ex: The Fall для мобільних пристроїв та ПК зібрала суттєво різні оцінки. Так версія для iOS отримала сукупну оцінку 69/100 на агрегаторі Metacritic і 70 % на GameRankings.
Джастін Девіс з IGN поставив грі 8/10, відзначивши історію гри, її представлення, розвідку, але розкритикував незграбний бій. Він підсумував свій огляд: «Облишивши розчарувуючі бої, це досить вражаюче, наскільки успішно The Fall переносить ключовий досвід Deus Ex на мобільні пристрої. Загадкова і добре розказана історія, надійний потік нових потужних аугментацій, і вражаючий ігровий світ об'єднані, щоб створити мобільний досвід, який я не хочу полишати, почавши».
Digital Spy дав грі три з п'яти зірок, сказавши «Deus Ex: The Fall є коротким, але приємним спін-офом для фанатів Deus Ex: Human Revolution».
В той же час видання Deus Ex: The Fall для ПК зібрало менш схвальні відгуки, отримавши 46/100 на Metacritic і 45 % на GameRankings.
Оглядач з IGN Крейг Пірсон поставив грі 3/10, фокусуючи критику на поганій адаптації гри для ПК, зокрема відсутності стрибків, неможливості переназначити управління, і проблемах, коли гра неправильно реагує на дії меню і натиснення кнопок. Проте він підсумував, «Окрім сутичок з жахливим управлінням і баґами, є вентиляція для обходу, електронна пошта для злому, і люди для надурювання. Це те, що сяє на ПК у будь-якій формі подачі».
Енді Келлі з PC Gamer було дано 40/100, зі словами «дійсно один з найгірших портів ПК, в який мені доводилося грати за весь час», зокрема відзначаючи погану реакцію керування, особливо в меню.